# 野火止用水
野火止用水（のびどめようすい、のびとめようすい）は、東京都立川市の玉川上水（小平監視所）から埼玉県新座市を通り新河岸川（志木市）に続く用水路である。
別名を伊豆殿堀（いずどのぼり）という。
かつてはいろは樋を渡って、旧宗岡村にも水を送っており、いろは通りの歩道側には暗渠が現在も残っている。

## 開削
多摩地域には関東ローム層の乾燥した武蔵野台地が広がり、生活用水に難渋する乏水地帯の原野であったが、近世には江戸幕府開府に伴い用水確保のため江戸近郊の開発が加速した。
承応2年（1653年）、幕府老中で上水道工事を取り仕切っていた川越藩主松平信綱は、多摩川の水を羽村から武蔵野台地を通す玉川上水を開削した。その後、玉川上水から領内の野火止（新座市）への分水が許され、承応4年（1655年）に家臣の安松金右衛門と小畠助左衛門に補佐を命じ、野火止用水を作らせた。40日の工期で約24キロメートルを掘り切った。費用は3,000両だった。玉川上水7、野火止用水3の割合で分水した。主に飲料水や生活用水として利用され、後に田用水としても利用されるようになった。
開削に前後して川越藩では農民や家臣を多数入植させ、大規模な新田開発を行った。野火止用水の開削によって人々の生活が豊かになったことを信綱に感謝し、野火止用水を信綱の官途名乗りである「伊豆守」にあやかって伊豆殿堀と呼ぶようになった。新座市立野寺小学校の校歌には「めぐみの水よ　伊豆堀よ」という歌詞があるほか、同市立西堀小学校でも「智慧伊豆の流れを汲んで」と、信綱（と安松らの功労者たち）の人柄や向学心を歌詞とした校歌が歌われている。
また、『東村山音頭』の５番の歌詞には「言わず語りに　伊豆殿堀よ　ソレヤレソレ」とあり、東京都側でも歌われている。
野火止用水史跡公園（新座市本多1丁目）で本流と平林寺へ分岐する平林寺堀と陣屋堀（廃止）に分かれる。
現在は関越自動車道を水路橋で越えている。
新座市野火止付近から志木駅周辺は暗渠となっている。

## 水利用

### 水争い
1947年（昭和22年）8月、降水量不足で用水の流量が極端に低下した。これに対して下流側の大和田町、志木町の農民が、上流側の小平町、清瀬村側の農民が用水のせき止めを行っているためとして反発。地域の水利用組合の交渉により調停が試みられるも決裂し、対立が続いた。

### 水質の劣化と改善

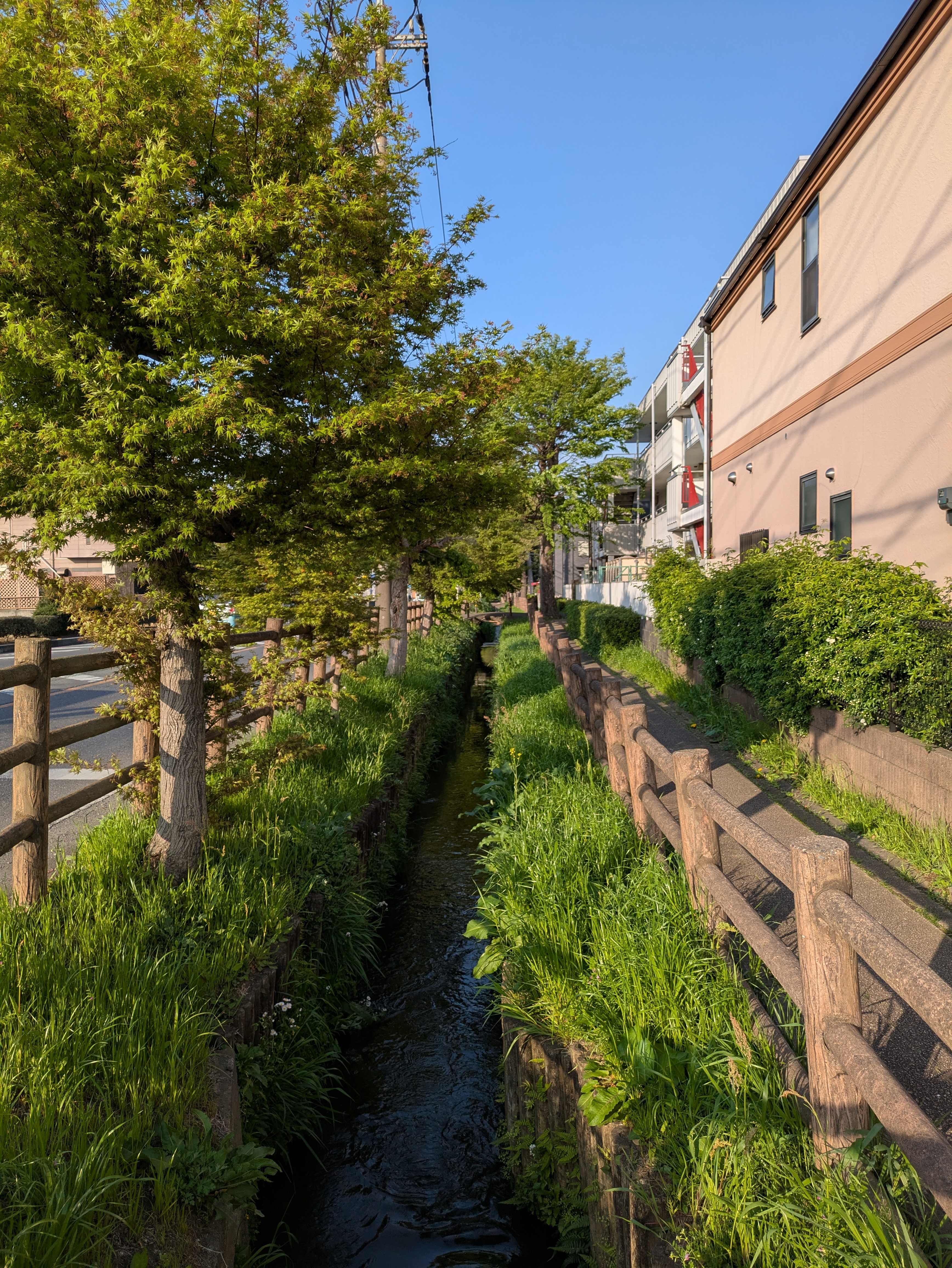
西堀御成橋信号付近の野火止用水

戦後に入り生活様式が変化すると野火止用水は次第に本来の役割を失い、次第に生活排水が用水に入るようになる。特に1963年（昭和38年）以降は、周辺の宅地化が進行したため水質汚染が激しくなった。1964年（昭和39年）、関東地方が旱魃に見舞われたために東京が水不足となり、分水が一時中止される。1966年（昭和41年）、再度通水されるようになるが、水量が制限されたため水質汚染は改善されず、1973年（昭和48年）には、東京都の水事情の悪化によりついに玉川上水からの取水が停止。以降、用水路の暗渠化が進んだ。
埼玉県と新座市は文化的業績の大きい野火止用水を滅ぼしてはならないと「野火止用水復原対策基本計画」を策定して、用水路のしゅんせつや氾濫防止のための流末処理対策を実施した。一方東京都は1974年（昭和49年）に野火止用水を歴史環境保全地域に指定し、「清流復活事業」により1984年、高度処理水（下水処理水）を使用して水流が復活した。
流域に住むボランティアによる清掃活動もしばしば行われる。そのため現在では流域住民の憩いの場となっている。

## 流域の自治体
東京都
立川市、小平市、東大和市、東村山市、東久留米市、清瀬市
埼玉県
新座市、朝霞市、志木市

## 橋梁
至玉川上水より記載
- 清巌院橋
- 青梅橋 - 東大和市駅は青梅橋駅だった。
- 野火止橋（乃びどめ橋）
- ふれあい橋
- 東野火止橋
- どんぐり橋
- ほのぼの橋
- さいわい橋
- こなら橋
- 土橋
- 富士見橋
- 第二富士見橋
- 中宿橋
- 人道橋
- 天王橋
- 野火止橋
- 野火止橋
- 栄町横断歩道橋
- 第一恩多橋
- 第二恩多橋
- 第三恩多橋
- 第四恩多橋
- 稲荷橋
- 学校橋
- 中橋
- 万年橋
- 雁橋
- 菊水橋
- 石橋
- 界橋
- ぐみの木橋
- 押出し橋
- 松原橋
- 野火止橋
- 桁橋

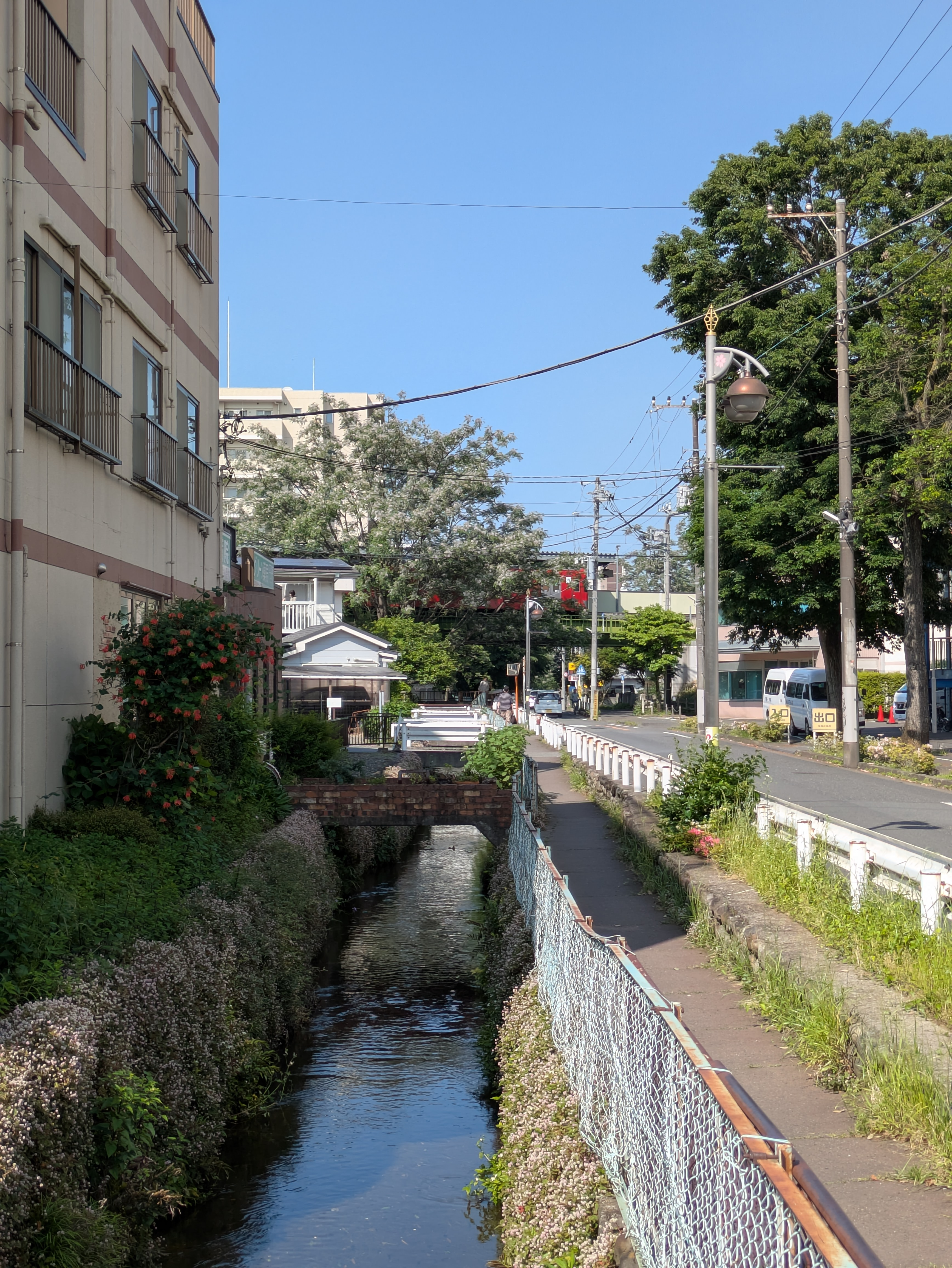
八坂駅付近の野火止用水と西武多摩川線

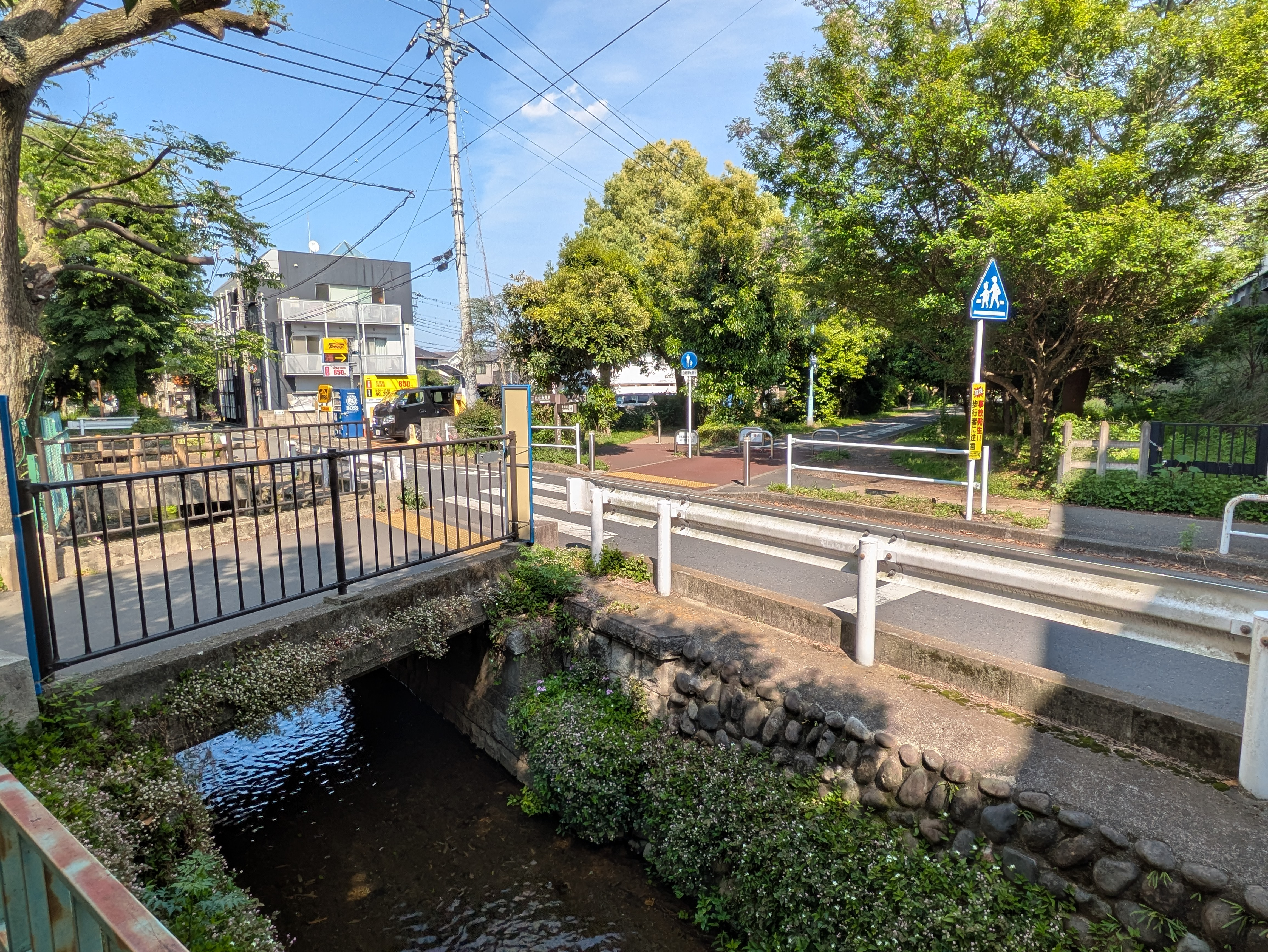
八坂駅直下での、多摩湖自転車歩行者道と野火止用水交差部

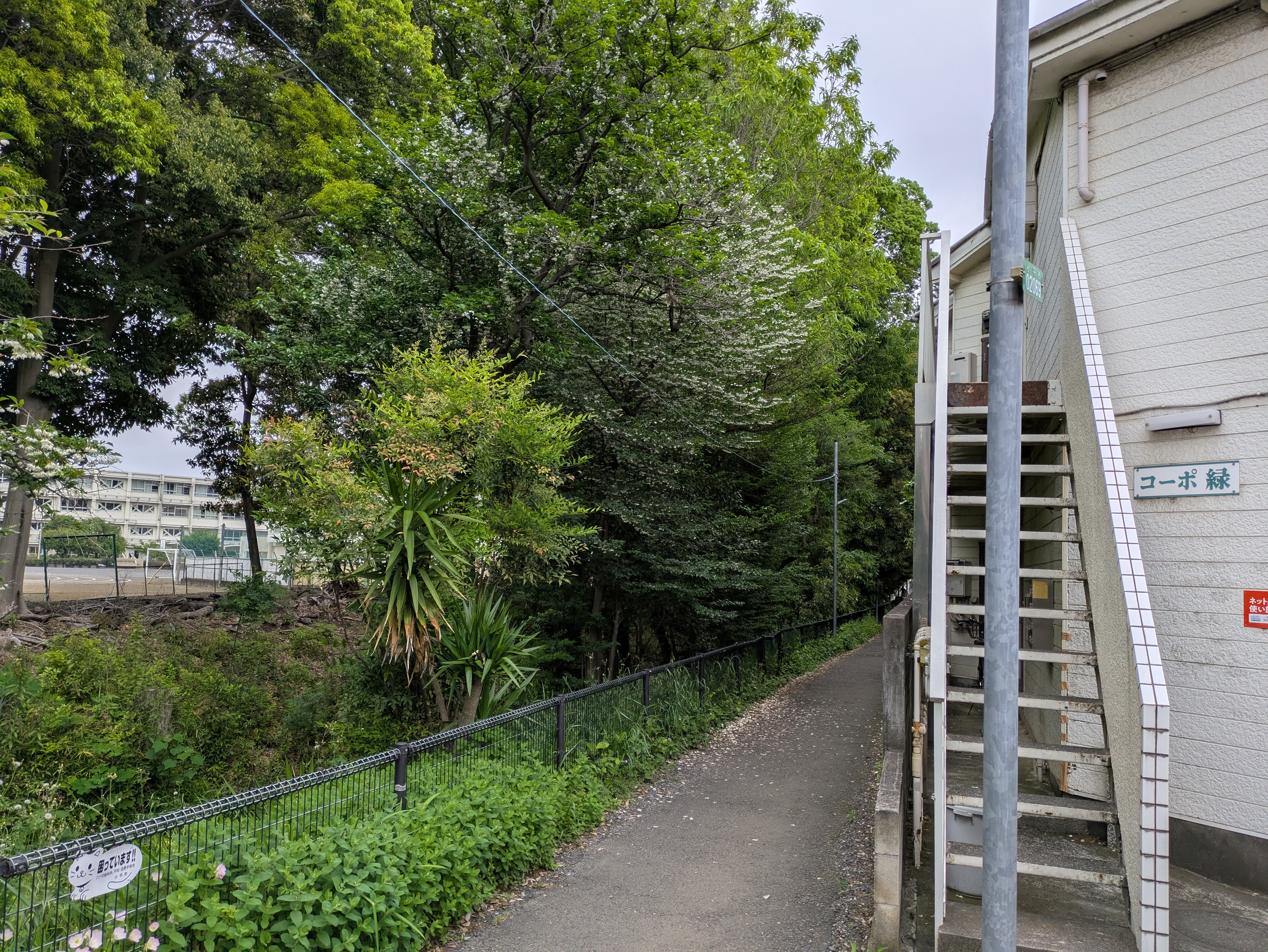
小川西町の野火止用水沿い住宅街

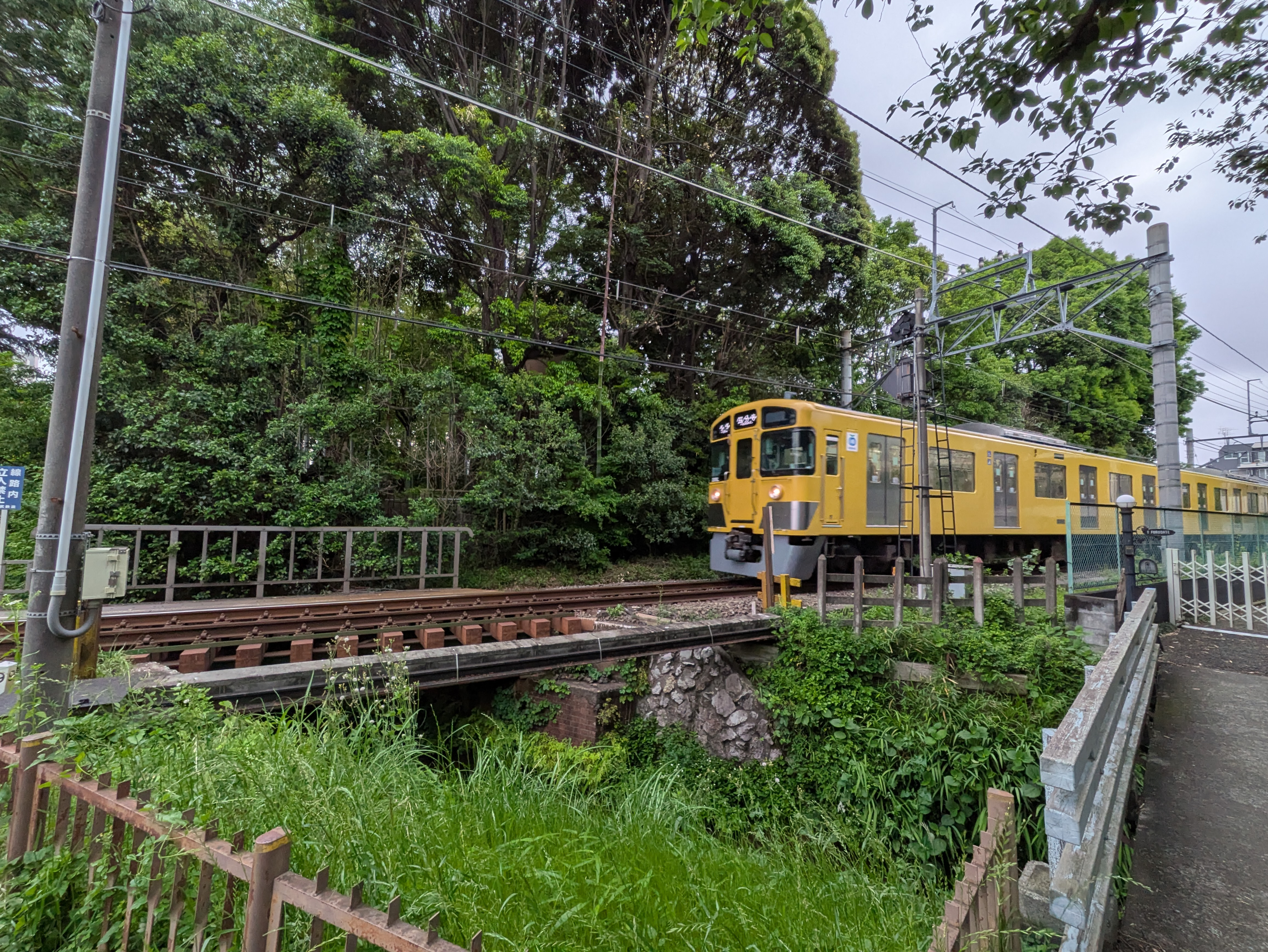
小川東町 野火止用水と西武国分寺線の交差部

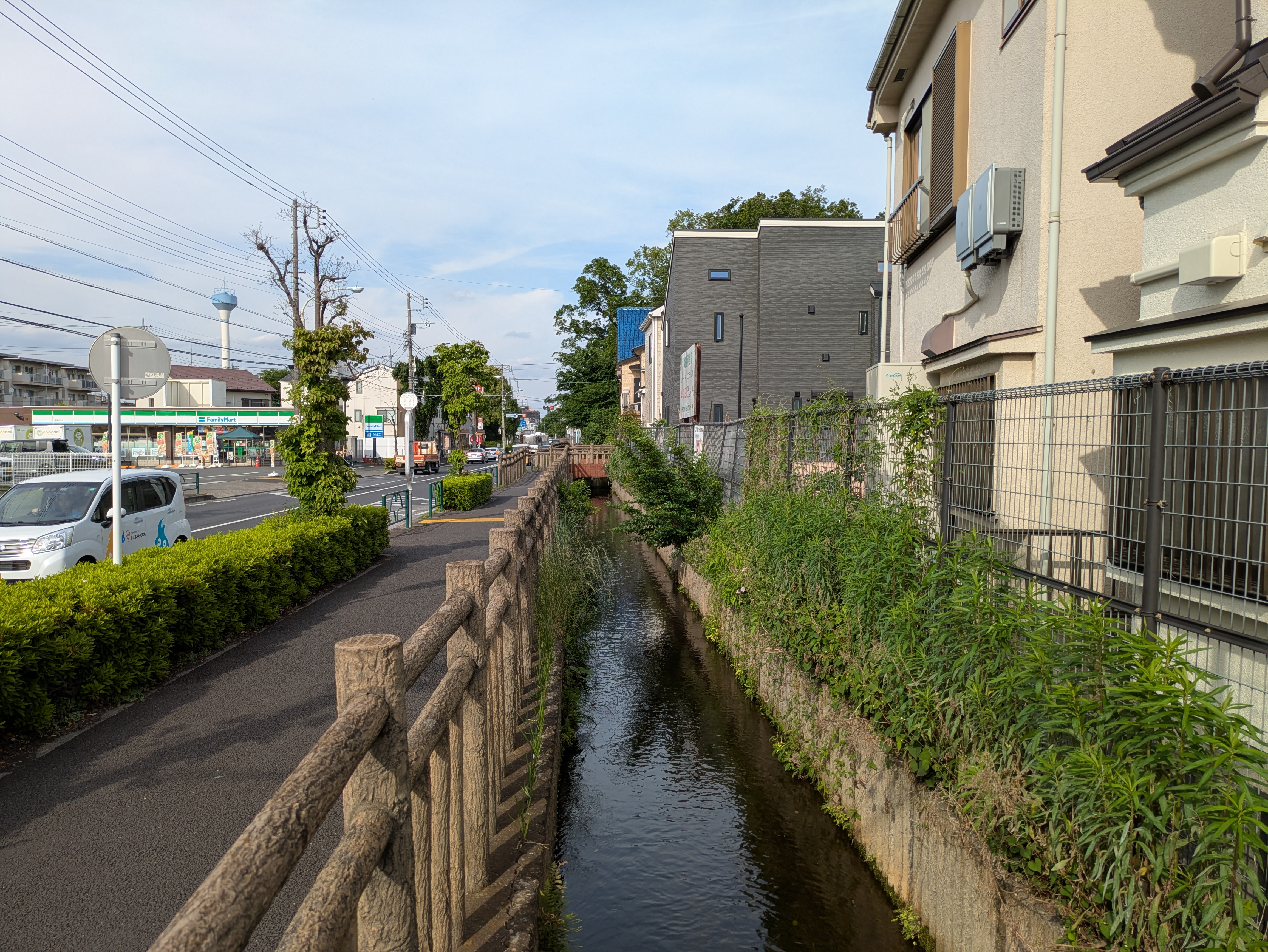
東久留米市野火止 新小金井街道沿い

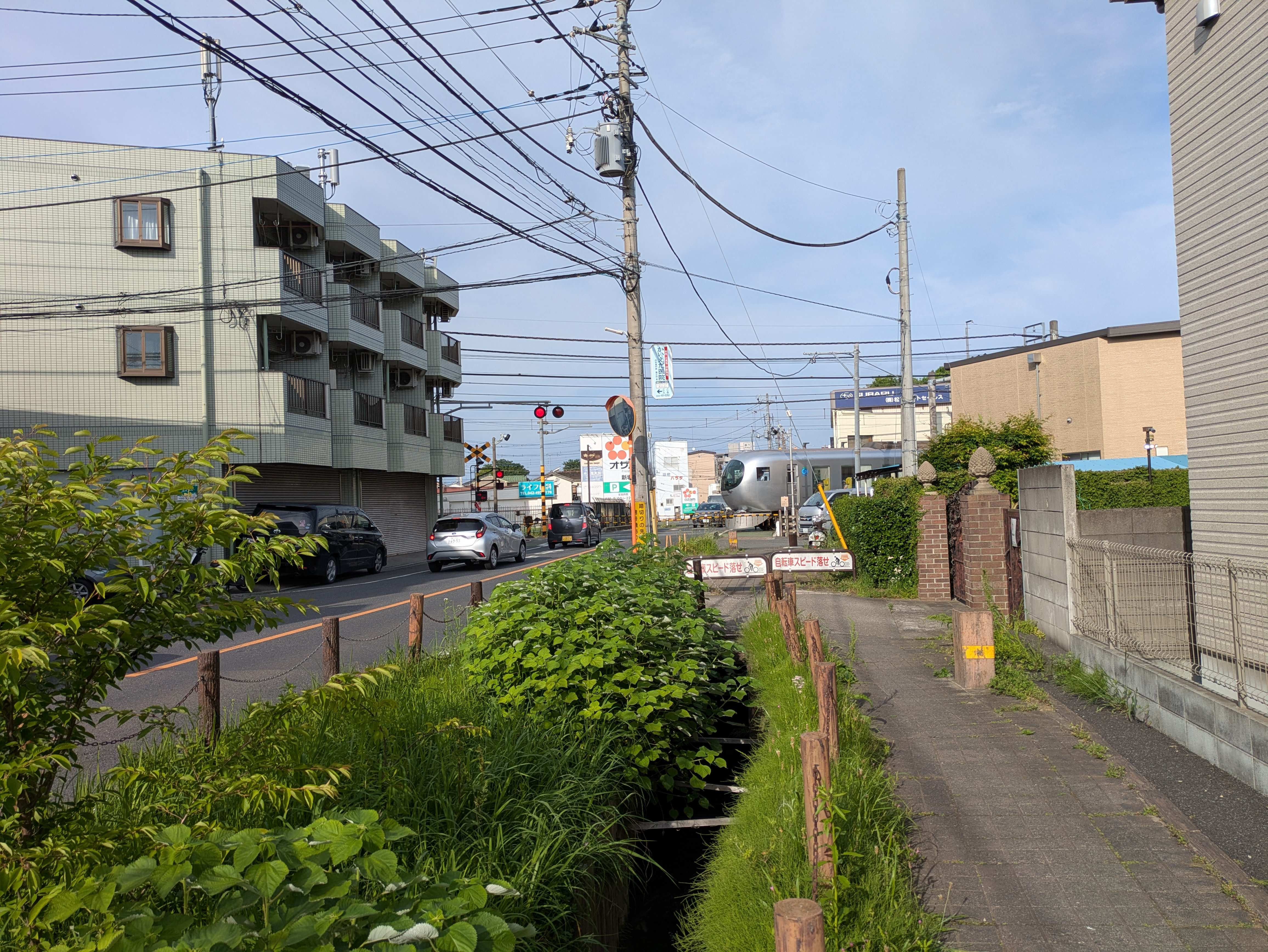
新座市新堀・東久留米市小山西武池袋線交差部

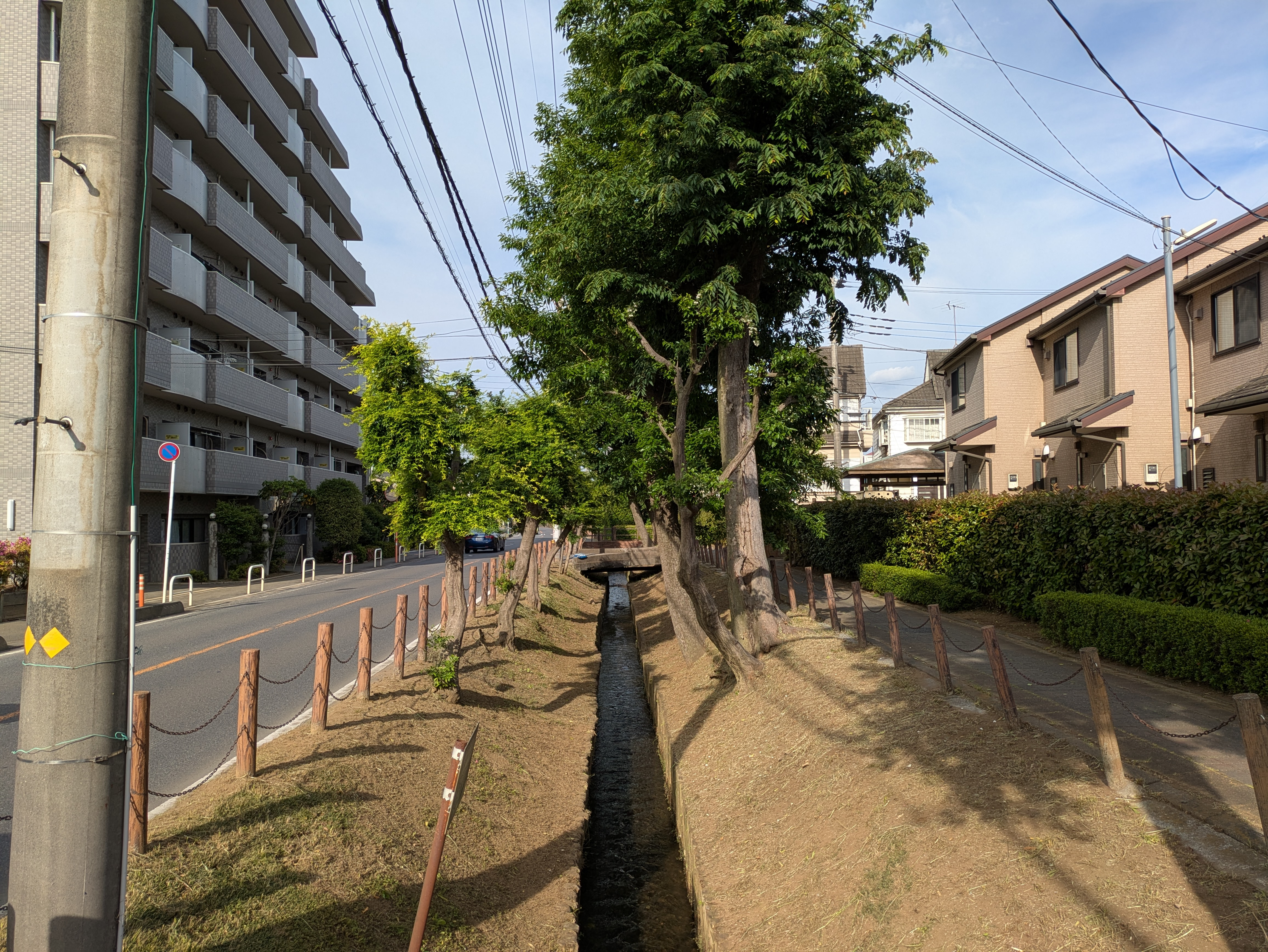
新座市新堀 水道道路沿い

- 野火止水路橋（関越自動車道に架かる水路橋）
- 本多橋
- 御成橋
- 向橋
- 隈屋敷橋
- 伊豆殿橋
- 西分橋
- 山下通橋
- 山下橋
- 野火止用水緑道橋